# Cerodontha vietnamensis
Cerodontha vietnamensis är en tvåvingeart som först beskrevs av Mitsuhiro Sasakawa 1963.  Cerodontha vietnamensis ingår i släktet Cerodontha och familjen minerarflugor. Inga underarter finns listade i Catalogue of Life.